# Jätteparty i kväll
"Jätteparty i kväll" (på dansk: "Kæmpefest i aften") er en sang af den svenske musiker Eddie Meduza. Sangen kan findes på singlen med samme navn og albummet För Jævle Braa! fra 1982.
I en uofficiel afstemning fra sommeren 2002 om Eddie Meduzas 100 bedste sange endte "Jätteparty i kväll" på niogtyvende plads.
Foruden Eddie Meduza deltager Johan Pettersson på guitar og Gunnar Seijbold på bas.
Sangen handler om at køre ud med deres biler med høj lydstyrke på musikken, og det bliver en stor fest i aften.

## Bagsiden af singlen
Bagsiden af singlen indeholder sangen "Tonight", der handler om længslen efter ens elskede og ens nærvær, og at ens ønske er opfyldt om natten. Musikerne er de samme som på forsiden, og denne sang blev i den uofficielle afstemning om Meduzas 100 bedste sange valgt som nittendebedste.

## Hitlisteplacering
| Hitliste (1982) | Højeste placering |
| --------------- | ----------------- |
| Sverige         | 12                |